# Isthmusratten
Die Isthmusratten (Isthmomys) sind eine in Mittelamerika lebende Nagetiergattung aus der Gruppe der Neuweltmäuse. Sie umfasst zwei Arten.

## Merkmale
Isthmusratten erreichen eine Kopfrumpflänge von 15 bis 20 Zentimeter und eine Schwanzlänge von 16 bis 21 Zentimeter. Das Fell ist an der Oberseite gelbbraun oder rotbraun gefärbt, der Bauch und die Füße sind weiß.

## Verbreitung und Lebensraum
Diese Nagetiere kommen nur in Panama und im äußersten Nordwesten von Kolumbien vor. Sie leben in Gebirgswäldern in 800 bis 1600 Metern Höhe. Sie sind vorwiegend Bodenbewohner und legen Trampelpfade an. Sie errichten Nester, in denen sie auch ihre Jungen großziehen. Ansonsten ist über die Lebensweise wenig bekannt.

## Systematik
Die Gattung Isthmomys wird als eigenständige Gattung der Wühler (Cricetidae) anerkannt, wo sie in die Tribus Reithrodontomyini innerhalb der Unterfamilie Neotominae eingeordnet wird. Die wissenschaftliche Erstbeschreibung stammt von den beiden Zoologen Emmet T. Hooper und Guy Musser, die sie 1964 von den Weißfußmäusen (Peromyscus) abgrenzten. Sie sind eng mit den Weißfußmäusen (Peromyscus) verwandt, als deren Untergattung sie manchmal geführt werden. Die erkennbaren Unterschiede liegen vorwiegend in der Morphologie des Penis.
Es werden zwei Arten unterschieden:
- Die Gelbe Isthmusratte (Isthmomys flavidus) lebt im westlichen Panama und hat ein gelbes Fell.
- Die Braune Isthmusratte (Isthomys pirrensis) kommt im östlichen Panama und den angrenzenden Teilen Kolumbiens vor. Diese Art hat ein dunkel- oder rotbraunes Fell.

Beide Arten sind laut IUCN nicht gefährdet, diese Angabe ist jedoch veraltet.

## Belege
1. ↑  Emmet T. Hooper, Guy Musser: Notes on classification of the rodent genus Peromyscus. Occasional Papers Museum of Zoology, University of Michigan 635: S. 1–13.